# Dreibinden-Preußenfisch
Der Dreibinden-Preußenfisch (Dascyllus aruanus) ist eine Art aus der Familie der Riffbarsche (Pomacentridae). Die Fische leben in Lagunen und küstennahen Korallenriffen im westlichen Pazifik, nördlich bis zum südlichen Japan und südlich bis Sydney. Eine Line von den Line Islands über die Marquesas bis zum Tuamotu-Archipel bildet die östliche Grenze ihres Verbreitungsgebietes. 

## Merkmale
Dreibinden-Preußenfische werden 6,5 Zentimeter lang. Sie sind hochrückig und von weißer Grundfarbe. Drei breite schwarze Querbänder ziehen sich vom Ansatz der Rückenflosse über den Kopf zur Kehle, von der Mitte der Rückenflosse zu den schwarzen Bauchflossen und vom Hinterteil der Rückenflosse zur Afterflosse. Die Schwanzflosse ist weiß. Entlang des Seitenlinienorgans haben sie 15 bis 19 Schuppen. Die Anzahl der Kiemenreusenfortsätze beträgt 21 bis 26.
Flossenformel: Dorsale XII/11–13, Anale II/11–13, Pectorale 17–19

## Lebensweise
Dreibinden-Preußenfische leben in großen Schulen über verzweigten Acropora-Stöcken oder in kleineren Gruppen in isoliert stehenden Korallenstöcken außerhalb des eigentlichen Riffs. Sie ernähren sich von Zooplankton, kleinen bodenbewohnenden Wirbellosen und Algen.

## Systematik
Der Dreibinden-Preußenfisch bekam schon im Jahre 1758 durch Carl von Linné, den Begründer des biologischen Klassifizierungssystems, seine heute noch gültige Artbezeichnung aruanus. Linné ordnete die Art damals der Gattung Chaetodon zu.
Die im Roten Meer und im Indischen Ozean vorkommenden „Dreibinden-Preußenfische“ wurden im Dezember 2014 unter dem wissenschaftlichen Namen Dascyllus abudafur von Dascyllus aruanus abgetrennt. Verbreitungsgrenze der beiden Arten ist die Lombokstraße. Einer Mitte 2021 veröffentlichten Untersuchung zufolge stellen die Dreibinden-Preußenfische Polynesiens eine weitere eigenständige Entwicklungslinie dar. Sie können vom westpazifischen Dreibinden-Preußenfisch sowohl genetisch als auch über ihre Laufäuferungen unterschieden werden. Sollten sie den Rang einer eigenständigen Art bekommen so steht dafür die Bezeichnung Dascyllus emamo zur Verfügung. 1831 beschrieb der französische Naturforscher René Primevère Lesson einen Riffbarsch von Bora Bora als Pomacentrus emamo. Dieser wurde später mit Dascyllus aruanus synonymisiert.

## Aquaristik
Dreibinden-Preußenfische waren beliebte Zierfische im Meerwasseraquarium und sind auch für Anfänger geeignet. Wegen der Einfuhr farbigerer Fische und ihrer Neigung zu aggressivem Verhalten werden sie heute nicht mehr so oft importiert. Im Aquarium sind die Tiere revierbildend. Bei guter Pflege laichen sie im Aquarium. Es ist auch schon gelungen, die Larven großzuziehen. Sie schlüpfen nach drei bis fünf Tagen.